# James Strachey
James Beaumont Strachey [ˈstreɪtʃi] (Londra, 26 settembre 1887 – High Wycombe, 25 aprile 1967) è stato uno psicoanalista inglese e, assieme a sua moglie Alix, traduttore delle opere di Sigmund Freud in inglese.

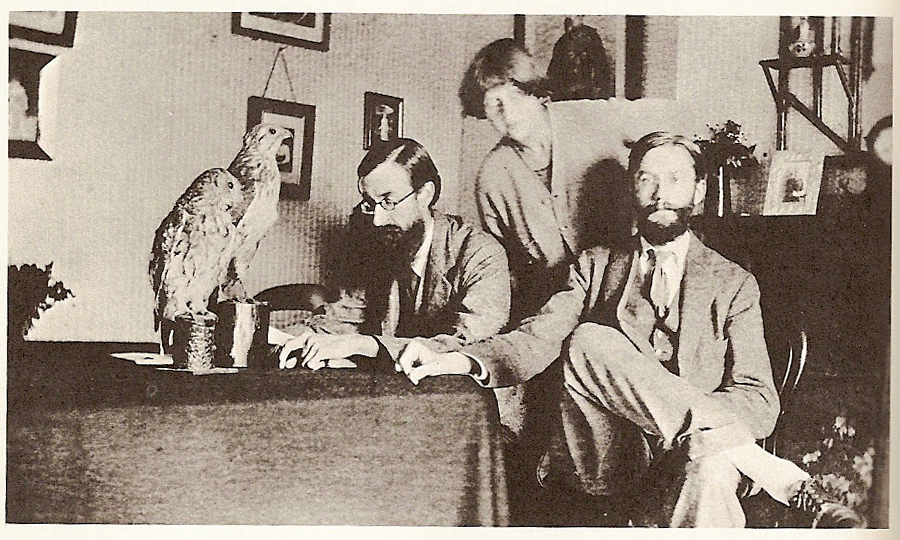
Da sinistra a destra: Lytton Strachey, la pittrice Dora Carrington (non nitida nella foto), e James Strachey.

Risulta più conosciuto come il curatore dell'opera letteraria "The Standard Edition of the Complete Psychological Works of Sigmund Freud" che in Italia è stata pubblicata per la prima volta da Bollati Boringhieri, tra il 1976 e il 1980, a cura dello psicoanalista italiano Cesare Musatti con traduzioni di vari studiosi revisionate da Renata Colorni..